# Åkarp
För andra betydelser, se Åkarp (olika betydelser).
Åkarp uttal (fil) är en tätort i Burlövs kommun. Från 2015 ingår även en liten grupp byggnader på Kabbarpsvägen i Staffanstorps kommun i tätorten. Från 2018 inkluderar tätorten obebodda delar runt Trafikplats Alnarp som ligger i Lomma kommun. Alnarpsån rinner genom tätorten.

## Historia
Första gången Åkarp skriftligen nämns är år 1120, och benämndes då Acathorp - ”Åkes torp”. Byn växte fram i korsningen av vägarna som idag heter Alnarpsvägen och Byvägen.
Beläget i Burlövs socken, fick Åkarp järnvägsförbindelse redan 1856 genom tillkomsten av första etappen av Södra stambanan. 21 november 1913 inrättades Åkarps municipalsamhälle, av vilket huvuddelen låg i Burlövs landskommun och mindre delen i Tottarps landskommun (denna del låg från 1952 i Staffanstorps landskommun). Municipalsamhället upplöstes vid årsskiftet 1958/59.

## Bebyggelse
Bebyggelsen består till övervägande del av villor. Åkarp ligger norr om trafikplats Kronetorp och nordost om Arlöv och Malmö. Från Burlöv center i norra Arlöv är det bara någon kilometer till Åkarps södra del. Norra delen av Åkarp ligger i sin tur någon kilometer från Hjärup i Staffanstorps kommun. Från västra änden av Åkarp är det cirka en kilometer till Alnarp och Alnarpsparken.

## Kommunikationer
Åkarp ligger vid järnvägen mellan Malmö och Lund, med järnvägsstationen Åkarps station och busslinje 130 som går mellan Malmö och Lund.

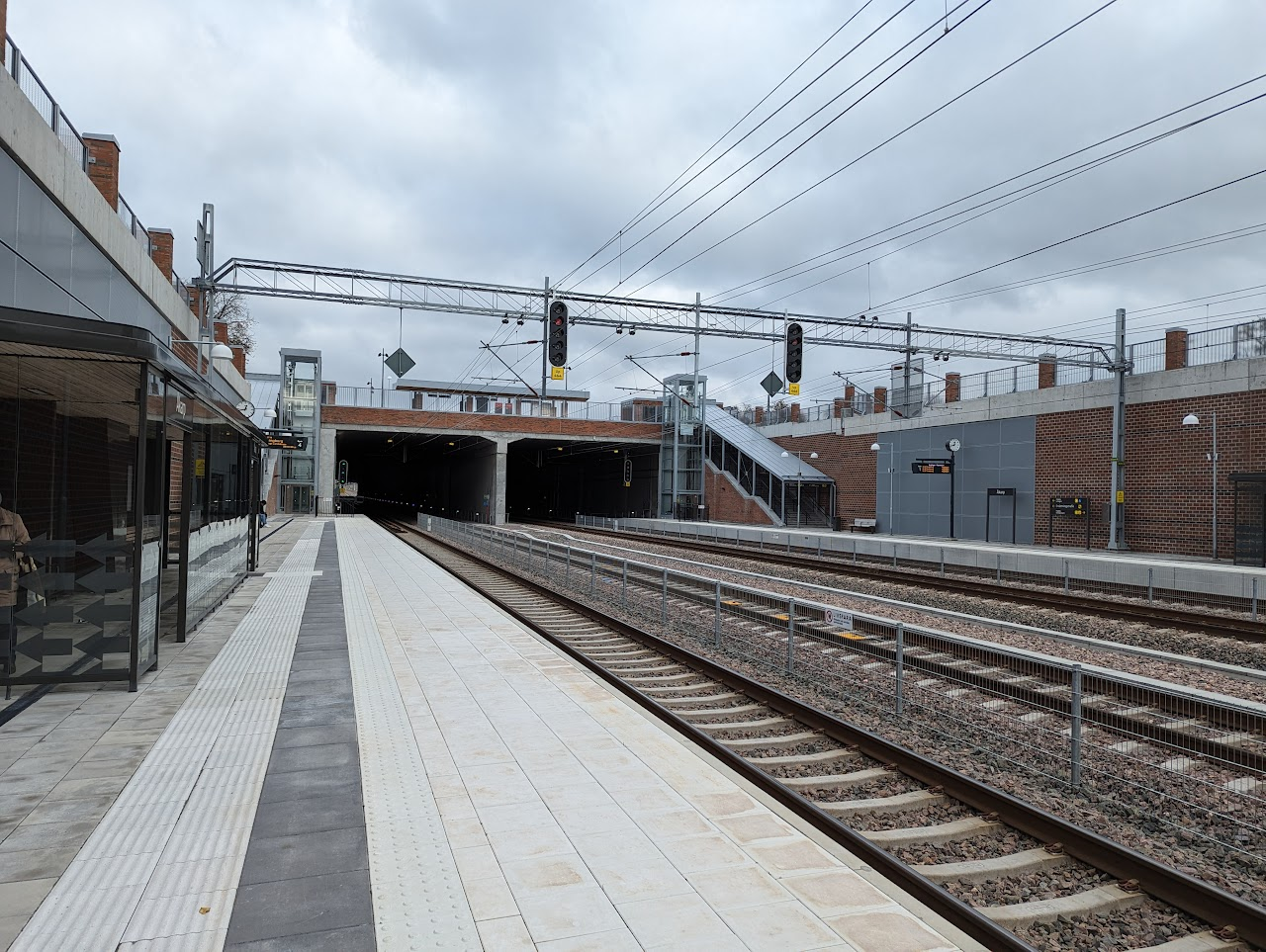
Åkarp station

## Utbildning
Åkarp har fyra grundskolor: Stora Dalslundskolan (4-9), Lilla Dalslundskolan (F-3), Svanetorpskolan (F-3) och Södervångskolan (F-3). Hvilan Utbildning ligger här, likaså Sveriges äldsta folkhögskola - Tora Vega Folkhögskola. 

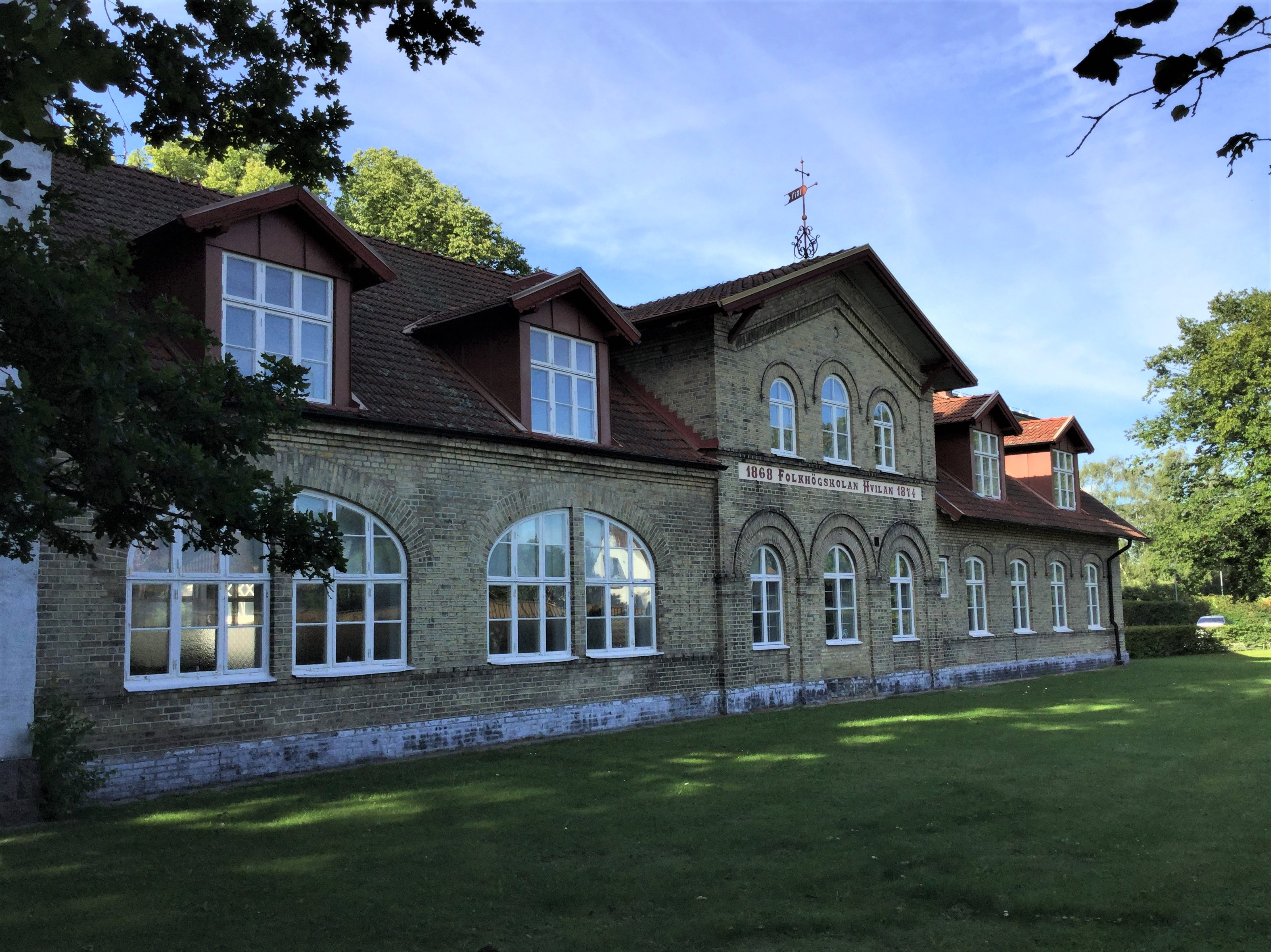
Tora Vega Folkhögskola

Tora Vega Folkhögskola hette fram till 2023 Folkhögskolan Hvilan.

## Handel
Åkarps Ica-butik Mathuset öppnade den 18 maj 1983 på Dalslundsvägen som en del i etableringen av ett nytt centrum för Åkarp.
Åkarps kooperativa handelsförening bildades 1916. Årsskiftet 1930/1931 uppgick föreningen i Kooperativa föreningen Solidar i Malmö. Kooperationen lämnade sedermera Åkarp.
Bland andra nedlagda mataffärer i Åkarp kan nämnas Tage Larssons Livsmedel på Lundavägen 53 som grundades 1949 och byggdes ut till snabbköp 1959. En annan var Ica-butiken Blombergs på Lundavägen 71. Blombergs lade ner 1985. Den ersattes snart av Frestaren, som likt dess föregångare tillhörde Ica-kedjan. Frestaren lades ner på 2010-talet varefter byggnaden revs och ersattes av bostäder.
Den 15 januari 1983 öppnade Nettohallen som var ett experimentellt lågprisvaruhus. Den var belägen i ett tidigare byggvaruhus på Lundavägen. Etableringen var kontroversiell och uppskattades varken av kommunen eller ortens då två Ica-handlare, Blomgrens och Matboden, varav den senare då ännu inte hade öppnat. Innan Nettohallen öppnade hade Ica Eol hotat med att inte gå vidare med etableringen av Matboden om Nettohallen öppnade. Burlövs kommun bestämde att stadsplanen skulle ändras för att förbjuda livsmedelsförsäljning på tomten, vilket dock inte Länsstyrelsen gick med på. Även Näringsfrihetsombudsmannen gick mot kommunens linje. År 1987 slog Sveriges regering fast att kommunen gjort fel när man ändrade stadsplanen. Nettohallen hade dock gått i konkurs och stängt 1984.
Nettohallens lokal användes från 1987 av bilförsäljaren Auto-West. Den 30 juni 2001 invigdes Erikshjälpen Second Hand i den tidigare Nettohallen. Butiken hade tidigare legat vid Burlöv Center där den öppnade 1994 som Blomman Tur & Retur.

## Befolkning
| Befolkningsutvecklingen i Åkarp 1960–2020 | Befolkningsutvecklingen i Åkarp 1960–2020 | Befolkningsutvecklingen i Åkarp 1960–2020 | Befolkningsutvecklingen i Åkarp 1960–2020 | Befolkningsutvecklingen i Åkarp 1960–2020 |
| ----------------------------------------- | ----------------------------------------- | ----------------------------------------- | ----------------------------------------- | ----------------------------------------- |
|                                           |                                           |                                           |                                           |                                           |
| År                                        |                                           |                                           | Folkmängd                                 | Areal (ha)                                |
| 1960                                      | 1960                                      |                                           | 1 599                                     | 129                                       |
| 1965                                      | 1965                                      |                                           | 1 640                                     | 144                                       |
| 1970                                      | 1970                                      |                                           | 2 322                                     | 137                                       |
| 1975                                      | 1975                                      |                                           | 4 278                                     | 210                                       |
| 1980                                      | 1980                                      |                                           | 4 963                                     | 220                                       |
| 1990                                      | 1990                                      |                                           | 5 311                                     | 229                                       |
| 1995                                      | 1995                                      |                                           | 5 381                                     | 232                                       |
| 2000                                      | 2000                                      |                                           | 5 339                                     | 232                                       |
| 2005                                      | 2005                                      |                                           | 5 393                                     | 232                                       |
| 2010                                      | 2010                                      |                                           | 5 617                                     | 232                                       |
| 2015                                      | 2015                                      |                                           | 5 959                                     | 258                                       |
| 2018                                      | 2018                                      |                                           | 6 148                                     | 264                                       |
| 2020                                      | 2020                                      |                                           | 6 359                                     | 267                                       |
|                                           |                                           |                                           |                                           |                                           |

## Kultur
På Möllegården i Åkarp finns Charlotte Weibulls Folklivscenter med utställningar av antika samlingar av folkdräkter, dräktsilver och vävnader. Här finns också Möllegårdens Mat och Möten som är en gemytlig restaurang där mathantverket möter kulturen som är bevarad i lokalen. En levande mötesplats där mat, dryck, hantverk, kultur och möten knyter ihop människor och låter platsen Möllegården leva.

### Musik
Tonsättaren Lars-Erik Larsson föddes i Åkarp 1908. Här bodde även tonsättarna Svea och Waldemar Welander. 

### Bildkonst
Den kända konstnärinnan och människorättskämpen Tora Vega Holmström var dotter till den förste rektorn på Folkhögskolan Hvilan (numera Tora Vega Folkhögskola), Leonard Holmström. Sedan 2023 har folkhögskolan tagit sitt namn efter henne.

### Sport
I Åkarp finns en fotbollsförening vid namn Åkarps IF - bildad 1919 - som spelar i division 4, samt en tennisförening vid namn Åkarps TK. Man har också en innebandyförening som heter Åkarps IBK.  Där finns även en golfbana vid namn Vallgårdens GK och en skateboardpark belägen vid Dalslundskolan. I Åkarp finns det tre stora idrottsföreningar: Åkarps innebandyklubb (Åkarps IBK), fotbollsföreningen Åkarps IF och tennisklubben Åkarps TK. Åkarps IBK grundades i januari 1996, klubben har cirka 200 medlemmar. Åkarps IBK består av 3 flicklag och 4 pojklag, samt ett damlag i Division 3. Åkarps IF grundades år 1919 föreningen har 10 pojklag och 4 flicklag. Fotbollen är något som lockar många och medlemmarna är från 5 till 20 år. Åkarps TK grundades 1920 men det byggdes en tennisbana redan 1906. Klubben består idag av cirka 600 medlemmar och har ett herrlag som spelar i Division 2. År 1972 anlades 3 nya banor på Dalslundsområdet och år 1979 byggdes hallen med inomhusbanor. I januari 2013 gick Åkarps Tennisklubb och Burlövs Tennisklubb ihop och bildade en gemensam klubb vid namn Åkarp-Burlövs Tennisklubb. Åkarps Gymnastikklubb grundades 1984 och har idag en bred ungdomsverksamhet med cirka 250 medlemmar.
Detta är också ishockeymålvakten Cristopher Nihlstorps hemort. Även fotbollsspelaren Richard Magyar och landslagslöparen Staffan Ek kommer härifrån.